# Сергеевка (Алтайский край)
Сергеевка — село в Кулундинском районе Алтайского края. Входит в состав Златополинского сельсовета.

## География
Село расположено в пределах Кулундинской равнины. Расстояние до районного центра села Кулунда — 34 км, до краевого центра города Барнаула — 380 км.

## Население
| 1997 | 1998 | 1999 | 2000 | 2001 | 2002 | 2003 |
| ---- | ---- | ---- | ---- | ---- | ---- | ---- |
| 196  | →196 | ↗204 | ↘198 | ↗209 | ↘206 | ↘199 |
| 2004 | 2005 | 2006 | 2007 | 2008 | 2009 | 2010 |
| ↗203 | ↘187 | ↘182 | ↘165 | ↗166 | ↘165 | ↘156 |
| 2011 | 2012 | 2013 |      |      |      |      |
| ↗157 | ↘154 | ↘152 |      |      |      |      |

## История
Основано в 1908 году. В 1928 г. посёлок Сергеевка состоял из 102 хозяйств, основное население — украинцы. В составе Златопольского сельсовета Славгородского района Славгородского округа Сибирского края. Колхоз «14 лет Октября».